# Мокіївка (Роменський район)
Мокі́ївка — село в Україні, в Сумській області, Роменському районі. Населення становить 388 осіб. Входить до складу Роменської міської громади. До 2020 орган місцевого самоврядування — Ріпчанська сільська рада.

## Географія
Село Мокіївка розташоване на правому березі річки Ромен.Основна частина села розташована на верхній частині ландшафту. Чарівність села в тому що, має дуже гарний пологистий ландшафт, навколо 5-ть ставків і вилика кількість джерел. З одного боку села встановила межу річка Скобзарка, яка потім переходіть в річку Роменка. На іншому боці села встановив межу ліс з його королем дуб Свиріка, якому понад 600-т років що на привеликий жаль неодноразово горів, від блискавки і людської руки. Вище за течією на відстані 1 км — село Великі Бубни, нижче за течією на відстані 2.5 км розташоване село В'юнне, на протилежному березі — село Рогинці.
Уздовж річки протікає кілька іригаційних канали.
По селу тече струмок, що пересихає.
До села примакає ліс (дуб, осина)
Поруч пролягає залізниця, за 2.5 км станція Рогинці.

## Історія
Село постраждало внаслідок геноциду українського народу, проведеного урядом СРСР 1932—1933 та 1946—1947 роках.
12 червня 2020 року, відповідно до розпорядження Кабінету Міністрів України № 723-р «Про визначення адміністративних центрів та затвердження територій територіальних громад Сумської області», село увійшло до складу Роменської міської громади.
19 липня 2020 року, в результаті адміністративно-територіальної реформи та ліквідації Роменського району(1930—2020), увійшло до складу новоутвореного Роменського району.

## Політика

### Парламентські вибори, 2019
На позачергових парламентських виборах 2019 року у селі функціонувала окрема виборча дільниця № 590530, розташована у приміщенні будинку культури.
Результати
- зареєстровано 214 виборців, явка 64,02%, найбільше голосів віддано за «Слугу народу» — 43,70%, за Всеукраїнське об'єднання «Батьківщина» — 17,78%, за Радикальну партію Олега Ляшка — 9,63%[3]. В одномандатному окрузі найбільше голосів отримав Максим Гузенко (Слуга народу) — 30,08%, за Віктора Ладуху (Всеукраїнське об'єднання «Батьківщина») — 18,05%, за Дмитра Кірюхіна (Сила і честь) — 15,79%[4].

## Економіка
- КСП «Вікторія».
- ТОВ «Ромен Лтд».

## Населення

### Мова
Розподіл населення за рідною мовою за даними :
| Мова       | Кількість | Відсоток |
| ---------- | --------- | -------- |
| українська | 499       | 99.21%   |
| російська  | 4         | 0.79%    |
| Усього     | 503       | 100%     |

## Соціальна сфера
- Будинок культури.

## Відомі особистості
В поселенні народилась:
- Лобода Ольга Павлівна (* 1960) — учитель-методист, відмінник освіти України.